# Carmen García González
Carmen García González (General Terán, Nuevo León; 1905 — Ciudad de México; 13 de mayo de 1979) fue la esposa del presidente Emilio Portes Gil y primera dama de México entre 1928 y 1930.

## Primeros años
Nació en 1905 en General Terán, Nuevo León; proveniente de una familia muy numerosa y de muy buena estirpe. A los 17 años de edad, la familia de García González, la mandó a Tamaulipas para que visitara a una hermana casada que vivía allá. Por alguna razón, en la estación de trenes se encontraba Portes, y al ver bajar a la joven del ferrocarril le atrajo inmediatamente por su gran belleza. Entonces, sin esperar más, Portes la mandó seguir y una vez que supo quién era; se presentó a un baile al que ella asistía y la comenzó a cortejar. Poco tiempo después, aquel hombre de 32 años de edad, le propuso matrimonio y ella gustosa aceptó. Una vez realizado el enlace, el matrimonio se fue a vivir a una hermosa y amplia casa. Tras el inesperado asesinato del presidente electo, Álvaro Obregón, el Congreso designó a Portes, Presidente Interino para el periodo 1928 – 1930. 

## Presidencia de Emilio Portes Gil
A la edad de 23 años, García González se convirtió en primera dama. En 1929, creó y presidió el Comité Nacional de Protección a la Infancia. Además retomando la idea iniciada en los tiempos de José Vasconcelos de repartir desayunos escolares, García González fundó la “Gota de Leche”, un organismo que obsequiaba el lácteo a niños de bajos recursos. Esta agrupación se sostenía con dinero del gobierno y con donativos particulares. También Portes presidía actos deportivos y festivales, recibía petitorias o repartía ropa y juguetes, visitaba hospitales, hospicios, escuelas, centros de higiene y de obreros. Fue designada presidenta honoraria de la Cruz Roja y madrina de la Asociación Mexicana de Exploradores; apoyó campañas de salud y contra el alcoholismo.

## Últimos años
Una vez terminada su administración, Portes Gil tendría diversos cargos en el gobierno de la República. García González siempre lo acompañó, con todo y sus hijas Rosalba y García González, y apoyó realizando cenas y recepciones en cualquier puesto que Emilio hubiera tenido. El 10 de diciembre de 1978, Portes Gil fallece. Cinco meses después, a causa de cáncer, el 7 de mayo de 1979 fallece García González a la edad de 75 años.